# Charaxes argynnides
Charaxes argynnides är en fjärilsart som beskrevs av John Obadiah Westwood 1864. Charaxes argynnides ingår i släktet Charaxes och familjen praktfjärilar. Inga underarter finns listade i Catalogue of Life.